# بيل نيلسون (متسابق دراجات نارية)
بيل نيلسون (بالسويدية: Bill Nilsson)‏ هو متسابق دراجات نارية سويدي، ولد في 17 ديسمبر 1932 في نورتليه في السويد، وتوفي في 25 أغسطس 2013.